# Scythris cistorum
Scythris cistorum is een vlinder uit de familie dikkopmotten (Scythrididae). De wetenschappelijke naam is voor het eerst geldig gepubliceerd in 1876 door Millière.
De soort komt voor in Europa.